# Spitalfields

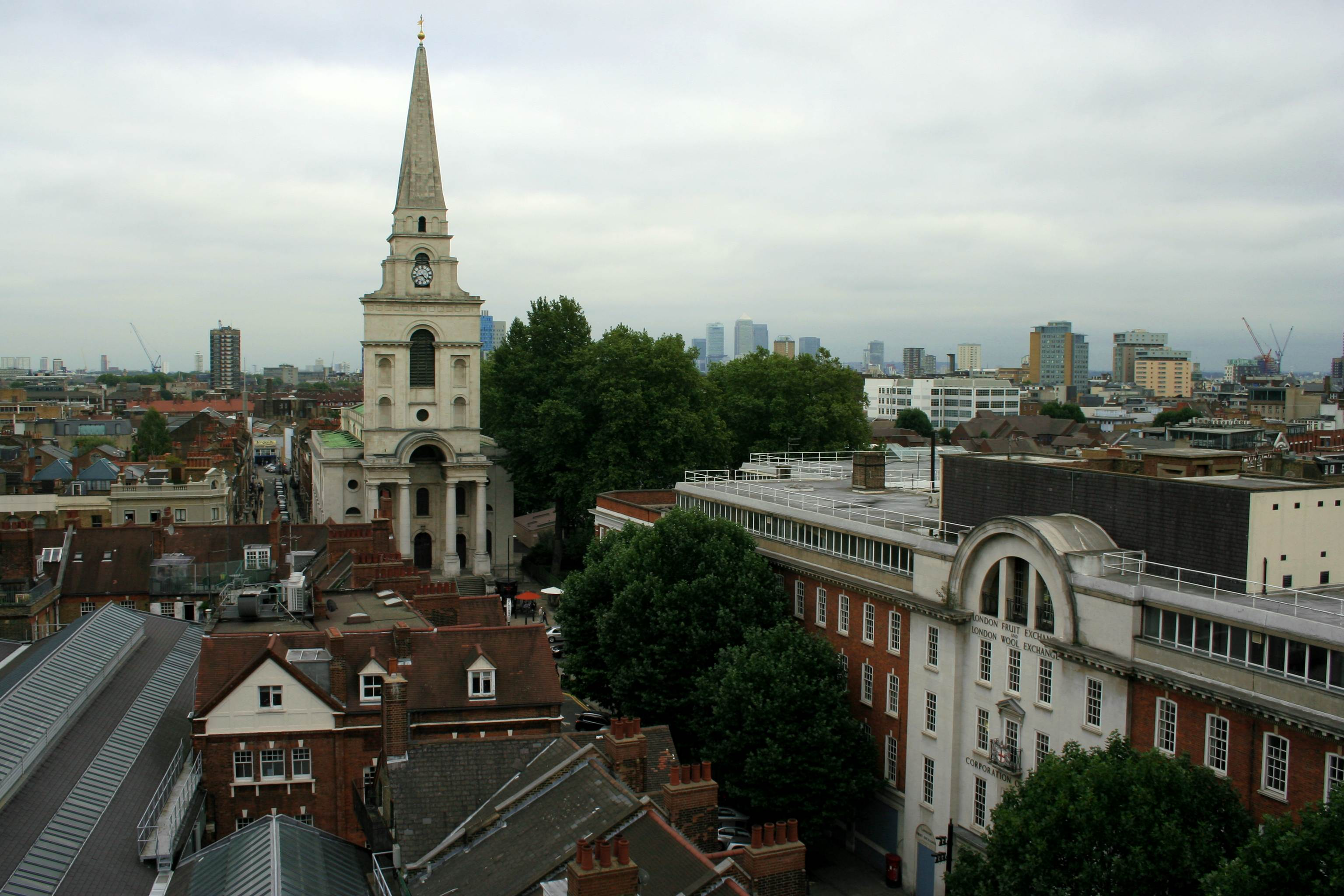
Vue de Spitalfields. on distingue l'église de Christ Church au premier plan.

Spitalfields est un quartier de Londres dans le district de Tower Hamlets. Il est peuplé aujourd'hui d'environ 130 000 habitants. Il fut bâti à la fin du XVIIe siècle, en 1681, autour d'un hôpital, par des réfugiés protestants français qui fuyaient les dragonnades. La révocation par Louis XIV de l'édit de Nantes en 1685 accentua l'arrivée de Français. La plupart d'entre eux étaient des tisserands ou négociants en soie, venus des centres de production de Tours, Lyon, ou encore Nîmes, où la municipalité avait développé la production de soie dès le XVIe siècle. 
À partir de 1700, le quartier de Spitalfields comptait à lui seul neuf lieux de culte français. Le grand marché couvert vient de cette époque, les réfugiés ayant reconstitué sur place une véritable petite ville à la française, et développé la production de soie vers le haut de gamme.
Les huguenots ont également occupé à cette époque les quartiers de Soho, Shoreditch, Petitcoat, qui a également un très vieux marché, et Tentergrown, ce dernier leur servant de lieu où faire sécher les produits textiles en cours de production. D'autres soyeux français se sont installés dans le secteur de Blackfriars ainsi qu'à Cantorbéry.
Dans le secteur de Bethnal Green, au nord-est de Spitalfields, on comptait déjà en 1664 cinq noms d'origine probablement huguenote sur 255 contribuables et en 1694 plus de 100 noms huguenots sur 520, dans le secteur contigu à Spitalfields, où la population a doublé entre 1711 et 1743 pour atteindre 15 000 habitants.
En juin 1719, les soyeux français de Spitalfields ont participé au nombre de 4 000 à des émeutes au moment de l'expansion des calicots et autres indiennes de coton. Charles Dickens, visitant Spitalfields en 1851 décrira la pauvreté de ce quartier, affecté par la révolution industrielle du coton.

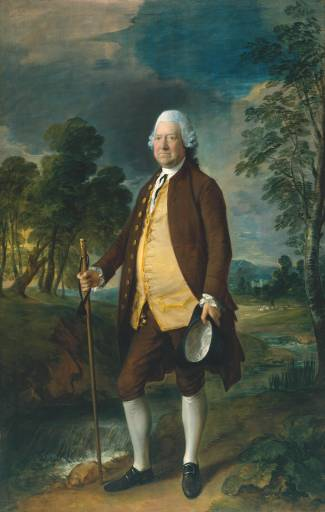
Sir Benjamin Truman
1770-1774
par Thomas Gainsborough
Tate Britain

Benjamin Truman entrepreneur et brasseur anglais du XVIIIe siècle, est connu pour l’agrandissement de la brasserie Truman dans le quartier de Spitalfields.
En 1820 encore, Londres consommait la même quantité de soie que Lyon, l'autre grande capitale européenne du textile en soie, soit deux millions pesant. Des ouvriers en cristaux et en acier les ont rejoints.
Plusieurs rues de la mode et de la soie attestent de cette présence huguenote à Spitalfields, comme Fournier Street, Nantes Passage, French Place et Princelet Street. Une partie du quartier est occupée par des communautés bengalis, une autre partie toute proche de la City de Londres a été victime de la spéculation immobilière mais les dizaines de grandes maisons de l'époque huguenote qui subsistent autour de Brick Lane sont désormais protégées.
En 1995, la chanteuse Ophélie Winter y tourna le clip Dieu m'a donné la foi.

## Personnalités liées à la ville
- Molly Meacher, faite pair à vie de la ville en 2006.